# Melocactus deinacanthus
Melocactus deinacanthus é uma espécie botânica de plantas da família das Cactaceae. É endêmica do sudeste da Bahia, no Brasil, onde se encontra em zonas rochosas. Está correndo risco de extinção pela perda do habitat.

## Fonte
- Taylor, N.P. 2002.  Melocactus deinacanthus.   2006 IUCN Red List of Threatened Species.   acessado em 22 de agosto de 2007.